# Ana Itelman
Ana Itelman (20 tháng 8 năm 1927 – 16 tháng 9 năm1989) là một diễn viễn múa và biên đạo múa người Chile, người dành hầu hết sự nghiệp của mình tại Argentina và Hoa Kỳ. Từng là một giáo sư tại Trường Đại học Bard và rồi là đạo diễn của một trường múa, bà đã đi tour quốc tế từ năm 1957 đến 1969. Vào năm 1970, bà trở lại Argentina và xây dựng một rạp múa đương đại. Bà được vinh danh với Giải thưởng Konex cho hạng mục biên đạo vào năm 1989.

## Tuổi thơ
Ana Itelman sinh ngày 20 tháng 8 năm 1927 tại Santiago, Chile. Khi bà lên hai tuổi, gia đình bà chuyển tới Argentina. Bà học múa tại Conservatorio Nacional de Danza và Conservatorio Nacional de Música y Arte Escénico và tốt nghiệp vào năm 1945.

## Sự nghiệp
Vào đầu những năm 1940, Itelman gia nhập vũ đoàn của Myriam Winslow, công ty nhảy hiện đại Argentina đầu tiên. Sau năm năm, vào năm 1945 bà chuyển tới Hoa kỳ và luyện tập với Martha Graham, Hanya Holm, Louis Horst, và José Limón để hoàn thiện kĩ năng của mình. Quay trở lại Argentina vào năm 1947, Itelman bắt đầu biên đạo múa và độc diễn, và thành lập một studio múa hiện đại vào năm 1950 và phát triển công ty của riêng bà. Bà ra mắt vào năm 1955 với một phong cách kết hợp trong "Esta ciudad de Buenos Aires" (Đây là thành phố Buenos Aires), phối hợp tango dynamics với vũ đạo cổ điển.
Itelman quay trở lại Mỹ vào năm 1957 và bắt đầu làm việc với tư cách là phó giáo sư múa tại Trường Đại học Bard và bắt đầu biên đạo múa và giám sát các buổi biểu diễn cho các học sinh múa của trường. Vào năm 1965, bà là trưởng bộ môn múa tại Bard. Song song với việc dạy học, bà vẫn tiếp tục tự tập luyện với Merce Cunningham và Alwin Nikolais, và nhiều người khác, và học ánh sáng và trang điểm tại Dramatic Workshop được điều hành bởi Erwin Piscator.